# Austin Mitchell
Pour les articles homonymes, voir Mitchell.
Austin Vernon Mitchell, né le 19 septembre 1934 à Bradford et mort le 18 août 2021 à Leeds, est un homme politique britannique, membre du Parti travailliste. Il est député à la Chambre des communes pour Great Grimsby de 1977 à 2015. Il a d'abord fait carrière dans le journalisme.